# Taqlid

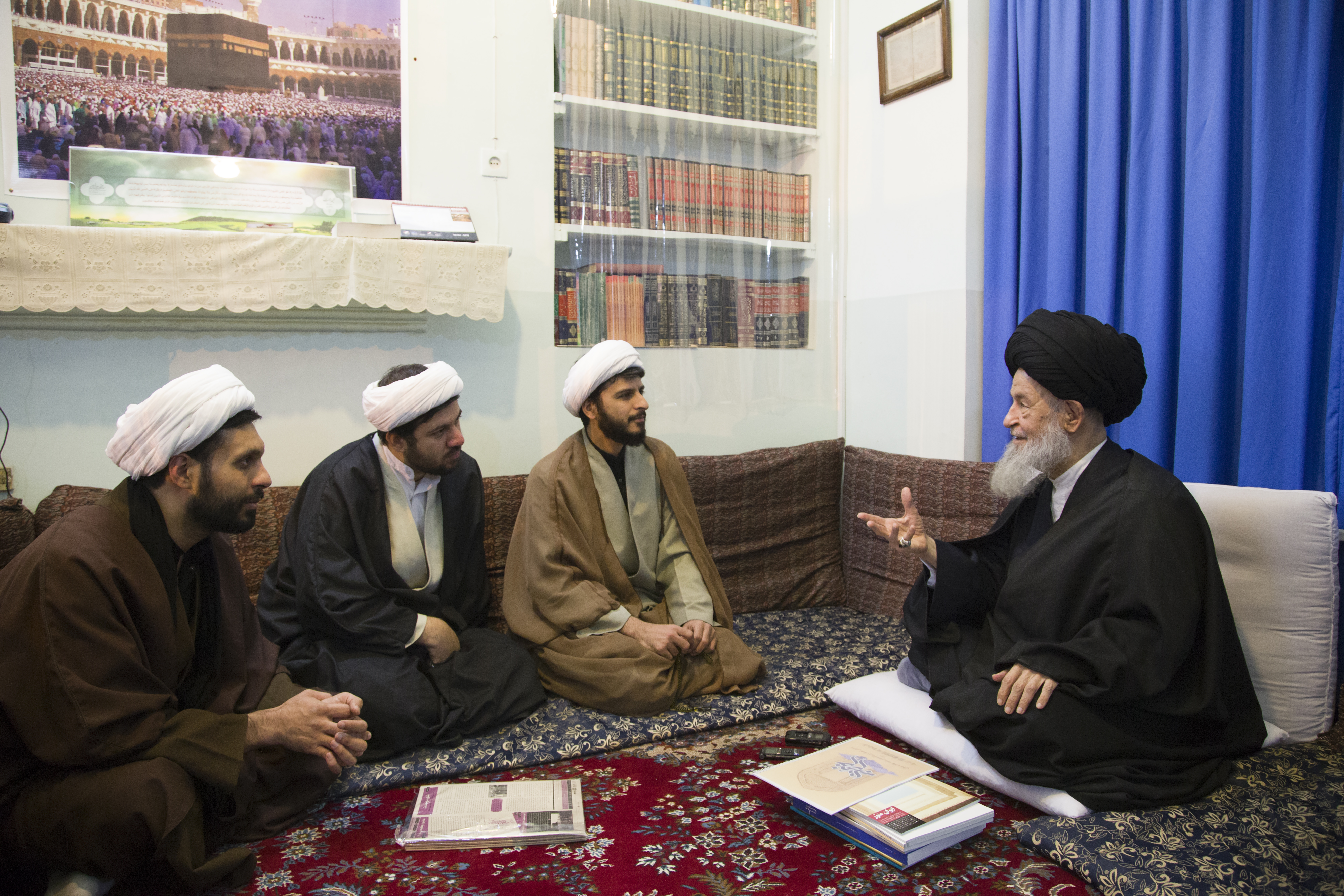
Marja' Seyyed Gorgani sitter och diskuterar med tre andra lärda.

Taqlid (arabiska: تقليد) betyder ordagrant att imitera och att följa [någon] och är ett islamiskt begrepp som innebär att man följer en regel som en mujtahid har kommit fram till. Personen som utför taqlid heter muqallid. I islamisk rättsvetenskap är taqlid motsatsen till ijtihad (att en lärd anstränger sig för att komma fram till en korrekt rättslig åsikt). Taqlid betyder därmed att man följer andra personers åsikter, utan att själv förstå exakt hur den åsikten bildats. Taqlid är som i nästan alla områden, att folk följer råd från experter inom det området.
En muslim måste dock tro på religionens grunder med sin egen insikt och förståelse, och den kan inte följa någon annan gällande detta. Personen kan alltså inte följa någon annans uttalande, just bara för att den har sagt det. Men när det kommer till islamiska regler måste man (enligt ayatolla Sistani) vara: (1) en mujtahid själv, (2) följa en mujtahid om man inte är en mujtahid, eller (3) agera enligt sådan försiktighet att man blir säker på att man utfört sin religiösa plikt. Att agera med försiktighet gällande islamiska regler innebär att man tar alla mujtahiders åsikter i beaktning, och agerar enligt försiktighet. Om till exempel vissa mujtahider anser att en handling är haram, medan andra säger att den inte är det, så ska man inte utföra den handlingen. Om vissa mujtahider anser att en handling är obligatorisk, medan andra anser att den är rekommenderad, så måste man utföra den. Därmed är det då obligatoriskt för de personer som inte är mujtahid eller är kapabla till att agera enligt försiktighet, att följa en mujtahid.
Enligt ett tillkännagivande från år 2014 ansåg Gemenskapen av seminarielärare i Qom att det är tillåtet att göra taqlid till följande ayatollor: Seyyed Ali Khamenei, sheikh Hosein Vahid Khorasani, Seyyed Mousa Shobeiri Zanjani, sheikh Naser Makarem Shirazi, Lotfollah Safi Golpaygani och Sayyid Ali Sistani. Listan har senare uppdaterats och den avlidne Lotfollah Safi finns inte med längre på listan. Hosein Nouri Hamedani har lagts till.